# بول بن فيكتور
بول بن فيكتور (بالإنجليزية: Paul Ben-Victor)‏ مواليد 24 يوليو 1965 في بروكلين، نيويورك، الولايات المتحدة، هو ممثل أمريكي بدأ مسيرته الفنية عام 1987.

## الأعمال
- تومبستون
- مترو
- ديردفيل
- دون جون
- مباراة الضغينة
- كن صلبا
- الملفات الغامضة
- طبعة مبكرة
- مونك
- أنتوراج
- الدرع

## وصلات خارجية
- بول بن فيكتور على موقع IMDb (الإنجليزية)
- بول بن فيكتور على موقع روتن توميتوز (الإنجليزية)
- بول بن فيكتور على موقع ألو سيني (الفرنسية)
- بول بن فيكتور على موقع ميوزك برينز (الإنجليزية)
- بول بن فيكتور على موقع تيرنر كلاسيك موفيز (الإنجليزية)
- بول بن فيكتور على موقع أول موفي (الإنجليزية)
- بول بن فيكتور على موقع قاعدة بيانات الأفلام السويدية (السويدية)
- بول بن فيكتور على موقع إن إن دي بي (الإنجليزية)
- بول بن فيكتور على موقع قاعدة بيانات الفيلم (الإنجليزية)
- بول بن فيكتور على موقع كينوبويسك (الروسية)